# Église Notre-Dame de Roumare
L'église Notre-Dame est une église catholique située dans la commune de Roumare, en France.

## Localisation
L'église est située à Roumare, commune du département français de la Seine-Maritime.

## Historique
La nomination à la cure appartient initialement à l'abbaye Saint-Amand.
L'édifice conserve des éléments datés du XIe siècle.
De nombreux éléments dont la nef sont modifiés au XVe siècle-XVIe siècle. La nef est refaite partiellement au XIXe siècle, un porche est ajouté au siècle suivant.
L'édifice est classé partiellement au titre des monuments historiques le 14 février 1921 : les trois travées médianes de la nef et le clocher sont concernés par la protection.

## Description
L'église est en pierre calcaire, pierre de taille et ardoise.
L'édifice possède un retable du XVIIe siècle-XVIIIe siècle pourvu d'un tableau représentant l'Assomption de la Vierge.
L'église conserve partiellement une nef du XVe siècle et une tour de style roman comportant des arcatures en plein cintre et également des modillons.